# Depressopyga abercornica
Depressopyga abercornica là một loài tò vò trong họ Ichneumonidae.